# Trollholmen
Ne doit pas être confondu avec Trollholmen (Bømlo) ou Trollholmen (Bjørnafjorden).
Trollholmen est une île norvégienne du comté de Hordaland appartenant administrativement à Austevoll.

## Description
Rocheuse et couverte d'arbres, elle s'étend sur environ 360 m de longueur pour une largeur approximative de 194 m.